# Herb Koziegłów
Herb Koziegłów – jego tarcza herbowa jest czerwona, okrągła i otoczona szarą bordiurą heraldyczną. Znajdują się na niej trzy białe kozie głowy, z których środkowa jest najwyższa, pod nimi umieszczone są trzy belki: biała, zielona i błękitna, ułożone w pasy. Wokół tarczy widnieje napis: GMINA I MIASTO KOZIEGŁOWY. Symbolika herbu nawiązuje do nazwy miasta.